# Iván Morales (cineasta)
Iván Morales (Barcelona, 23 de febrero de 1979) es un actor, director y guionista español.

## Biografía
Inició su trayectoria en el underground español como editor de fanzines y locutor de radios libres en la década de los ochenta, para iniciar en su infancia una carrera de actor que le ha llevado a participar en series de televisión como Nissaga: L'herència, Amistades peligrosas, El cor de la ciutat o Poblenou. Además de en películas como La caja Kovak, Una casa de locos, Remake, ¿Te gusta Hitchcock? o La silla y en la película de televisión Cuatro estaciones. Desde 2012 y hasta 2013 formó parte del reparto de la serie de Antena3 Gran Hotel. En 2020  interpretó al agente Colsa en Vis a Vis: El Oasis.
El truco del manco, ganadora de tres premios Goya o Mi dulce, con Aitana Sánchez-Gijón, llevan su firma en el guion, así como los cortometrajes Ha llegado el momento de contarte mi secreto y Dibujo de David, protagonizado por Marcel Borràs, Nausicaa Bonnín, Álvaro Cervantes y Nao Albet. En el mundo audiovisual también ha sido productor, levantando la web-serie Desayuna Conmigo 360.
Dirigió la obra teatral Sé de un lugar, con Anna Alarcón y Xavier Sáez en los papeles principales, levantada y producida por el mismo equipo tras haberla presentado sin éxito a varios teatros. Sé de un lugar fue galardonada con el premio Butaca 2012 al Mejor espectáculo de pequeño formato y el Premio Time Out a mejor espectáculo de pequeño formato. Sé de un lugar está también nominada al premio Max al Mejor espectáculo revelación del 2012. El 2012 estrena en la Sala Atrium la pieza Els Desgraciats, a partir de un texto de Margarida Trosdegínjol i protagonitada per Jordi Vilches y Bruno Bergonzini. El 2013 estrena Jo mai en el CCCB dentro del Festival Grec, interpretada per Marcel Borràs, Laura Cabello "Topo", Àlex Monner, Oriol Pla y Xavier Sáez. El 2015 estrena en Fira Tàrrega Wasted de Kae Tempest, con la colaboración de Íntims Produccions. En 2017 estrena el éxito La Calavera de Connemara de Martin McDonagh, con Oriol Pla y Pol López, en la Sala Villarroel. Estrena en la Sala Beckett en el 2018 el espectáculo Desayuna conmigo, el último en una etapa más autoral a tenor de sus declaraciones:  "A parte de la ayuda de la Beckett, que es pequeña pero es la única, ninguna estructura nos ha apoyado. (...) Después de esto quiero poder reflexionar, porque no puedes ser un héroe cada día ni pedir este esfuerzo a la gente que participa en el proyecto". Desayuna conmigo hace temporada en el Teatro de la Abadía y gira en castellano que termina en el Teatro Central de Sevilla, y la versión filmada se encuentra en preproducción. Posteriormente estrena Instrumental en el Teatre Lliure, con Quim Ávila, La partida d'escacs en el Teatre Romea, Heroines o res en el TNC, codirigida con David Climent y protagonizada por Bruno Bergonizini, La cabra o qui és Sylvia en la Sala Villarroel, protagonizada por Emma Vilarassau y Jordi Bosch y Assassinat a l'Orient Express en el Teatre Condal.